# William Kamkwamba
William Kamkwamba (født d. 5 august 1987) er en opfinder fra Wimbe, Malawi. Han er blevet kendt efter at have bygget en vindmølle fra genbrugsmaterialer, ud fra instruktioner han fandt i en biblioteksbog.
Han fortalte sin historie i to TED Talks i 2007 og 2009.
I 2009 skrev han sine erindringer sammen med Bryan Mealer, som senere er blevet adapteret til en børnebog.
Kamkwamba flyttede til USA for at studere på Dartmought College, og fik sin bachelorgrad i 2014.
Hans historie er blevet brugt som inspiration til Netflixfilmen 'The Boy who Harnessed the Wind' som udkom i marts 2019.